# Puller Lake
Der Puller Lake ist ein See auf Horseshoe Island vor der Fallières-Küste des Grahamlands auf der Antarktischen Halbinsel. Er ist einer von fünf Seen inmitten des Farrier Col. Die anderen vier sind der Rasp Lake, der Pick Lake, der Clincher Lake und der Pritchel Lake.
Das UK Antarctic Place-Names Committee benannte ihn im März 2022 in Anlehnung an die Benennung von Horseshoe Island nach dem englischen Begriff für eine Kneifzange, wie sie für das Ziehen von Hufnägeln verwendet wird.